# Pseudoconops antennatus
Pseudoconops antennatus är en tvåvingeart som beskrevs av Camras 1962. Pseudoconops antennatus ingår i släktet Pseudoconops och familjen stekelflugor.
Artens utbredningsområde är Madagaskar. Inga underarter finns listade i Catalogue of Life.